# 승조
승조(僧肇, 384년~414년)는 중국 동진의 승려이다. 속성은 장(張)이다. 《고승전》에 따르면, 경조(京兆, 지금의 시안) 사람이다.
원래 노장을 우러러 믿었으나, 《유마경》을 읽고 크게 감동하여, 출가해 쿠마라지바 문하를 따르게 되었다. 쿠마라지바와 함께 장안에 들어가 역경 사업에 종사했다. 저서에 《조론(肇論)》 등이 있으며 승조대에 이르러 당대의 노장(老壯)과 현학(玄學)의 관점에서 불학을 해석하여 적지 않은 폐단을 낳은 격의불교(格義佛教)의 경향이 일소(一消)되었다.